# Thalamita spiceri
Thalamita spiceri is een krabbensoort uit de familie van de Portunidae. De wetenschappelijke naam van de soort is voor het eerst geldig gepubliceerd in 1954 door Edmondson.